# Lichtenberg Kornél
Mindszenti Lichtenberg Kornél (Szeged, 1848. május 10. – Budapest, 1933. február 16.) magyar orvos, fül-orr-gégész, egyetemi magántanár. Lichtenberg Sándor (1880–1949) urológus, egyetemi tanár apja.

## Élete
Lichtenberg Albert (1808–1877) és Friedenberg Teréz fiaként született. Középiskoláit szülővárosában, Pesten és Pozsonyban végezte. Egyetemi tanulmányait Pesten és Bécsben folytatta, s utóbbi helyen 1873-ban orvosdoktorrá avatták. 
1874-ben Budapesten telepedett le és fülészként dolgozott. Már 1875-től kezdve megjelentek tanulmányai a Gyógyászat, valamint az Orvosi Hetilap hasábjain. 1877-ben nagyobb külföldi tanulmányutat tett. 
1882-ben otológiai munkássága elismeréseként magántanári képesítést nyert. A következő évben részt vett az Általános Poliklinika megalapításában, melynek tizenkét évig vezértitkára volt. Szintén 1883-ban kinevezték a Szent Rókus Kórház rendelő fülorvosává. 1894-ben a poliklinika igazgatójának választották, ahol előadásokat tartott elméleti és gyakorlati fülgyógyászatból. 
1897-ben Bőke Gyula, a fülészet tanára hatvanöt éves korában nyugalomba vonult, és a tizenhat évvel fiatalabb Lichtenberg lett az utóda. Kettejük között az évek során barátság alakult ki. A Budapesti Királyi Orvosegyesületen belül 1899-ben alapították meg az Otológia Szakosztályt, ahol Bőke töltötte be az elnöki tisztet és Lichtenberg volt az alelnök. A fülészek nemzetközi kongresszusát 1909-ben Budapesten tartották. Az elnöki tisztséget itt is Bőke Gyula, a nyugalmazott tanár töltötte be, de az ülésvezetés feladatát Lichtenberg Kornél látta el. Bőke 1918-ban bekövetkezett halála után Lichtenberg lett a magyar otológia első számú szakembere a magyar fővárosban. 
1906-ban mindszenti előnévvel nemesi címet kapott. 1913-ban vonult nyugdíjba. 1924-ben egészségügyi főtanácsossá nevezték ki. Az első világháborút követően évekig a Zsófia Országos Gyermekszanatórium Egyesület ügyvezetője volt. A Magyar Királyi Orvosegylet, a Magyar Orvosi Könyvkiadó Társulat, a Természettudományi Társulat, az Országos Közegészségi Egyesület és a Trefort-egylet alapító tagja.

### Családja
Házastársa várpalotai Palotai (Hirschler) Júlia, Palotai (Hirschler) Fülöp és Weisz Eliza lánya, akit 1879. március 4-én Budapesten vett nőül.
Gyermekei:
- Lichtenberg Sándor (1880–1949) urológus, egyetemi tanár. Felesége Schneider Aranka Matild Amália (1893–?) volt.[9]
- Lichtenberg Pál (1881–1935) ügyvéd.
- Lichtenberg Renée (1882–1945).[10] Férje 1900 és 1915 között Rózsa Vilmos (1865–?) ügyvéd volt.[11]
- Lichtenberg Renáta (1883–?). Második férje Lübek Arnold volt.
- Lichtenberg István (1889–1954)[12] főkönyvelő. Felesége Somogyi Alice volt.
- Lichtenberg György Fülöp (1891–?)

## Cikkei

### Orvosi Hetilap
- A fül boncztanának történeti vázlata (1875)
- A fülgyógyászat fejlődése (1875)
- Műtétel a dobhártyán és dobűrben (1875)
- Idegen testekről a fülben (1876)
- A fül idült gennyezése és kezeléséről (1876)
- Mesterséges dobhártyáról (1879)
- Fülgyógyászati esetek (1879)
- Néhány gyakorlati megjegyzés idegen testek eltávolításáról a fülből (1879)
- Adatok a Meničre-féle fülbántalom ismeretéhez (1880)
- A nő nemi életének befolyása fülbántalom ismeretéhez (1880)
- A nő nemi életének befolyása fülbetegség kifejlődésére (1880)
- Az amerikai fülorvosok XIII. vándorgyűlése (1881)
- Csináljunk-e bemetszést a külhalljárat heveny körülírt lobjánál (1882)
- Otogen perissinosus és a hátsó koponyaűr periduralis tályogjának operált és gyógyult esete (1896)
- A hallás országából (1896)
- A szines hallásról (1896)
- Weber-Liel, Atticus genyezésekről egy 33 év óta fennálló fülfolyás operált és gyógyult esete kapcsán (1896)
- Casuisticus adat az otogen koponyaűrbeli szövődményekhez (1896)
- A kalapács és üllő műtéti eltávolításának értéke az idült, attikus, dobűri genyedések kezelésénél (1897)
- Orrpolypus eltávolítása, heveny dobürlob, középső koponyaűri periduralis tályog antrektomia, koponyalékelés, gyógyulás (1898)

### Gyógyászat
- Gruber uj eljárása a dobűr heveny lobjainál (1876)
- A Meničre-féle bántalom viszonya a tengeri betegséghez (1882)
- Néhány gyakorlati észrevétel kis gyermekek azon rejtett képü füllobjáról, mely heveny hurutos állapotok közepette szokott fellépni (1882)
- A vasuti forgalmi személyzet fülbántalmai az utazó közönség biztonsága szempontjából, németül: előadás a német orvosi congressuson Berlinben (1886)
- A fülzúgás kórtana (1886)
- Exostosis a külhalljárat porczos részében (1886)
- Egészségügy a vasuton (1886)
- Dobhártya collapsus (1891)
- A csecscsont felvésése (1891)
- Adat az idült dobűrgenyezések operativ kezeléséhez (1891)
- Heveny dobűrlob folytán fellépett extraduralis tályog operált esetei (1891)

### Magyar orvosok és természetvizsgálók Munkálataiban felolvasásai
- (XVIII. 1875., XIX. 1878. XX. 1879. XXI. 1880. XXII. 1882. XXIII. 1886. megjelentek az előbb említett két szaklapban)

### Monatsschrift für Ohrenheilkunde
- A német orvosi congressus fülgyógyászati osztályának munkálatai (1887)

### Pester medizinische-chirurgische Presse
- Über subjective Gehörsempfindungen, Ein Fremdkörper im Ohre mit cerebralen Erscheinungen és könyvism. (1882–1883)

## Munkái
- Az ideges süketségről (Budapest, 1879., Különnyomat a Gyógyászatból)
- Die Ohrenkrankheiten, deren Verhütung und hygienische Behandlung (Berlin, 1888)
- A budapesti általános poliklinika jelentése (Budapest, 1892)

## Díjai, elismerései
- Ferenc József-rend lovagkeresztje (1895)
- Ferenc József-rend tiszti keresztje